# アル・タエーFC
アル・タエー（英語: Al-Tai FC, アラビア語: نادي الطائي)）は、サウジアラビアのハーイルをホームタウンとする、サウジ・ファーストディヴィジョンリーグに加盟するプロサッカークラブである。

## タイトル

### 国内タイトル
- サウジ・ファーストディヴィジョンリーグ : 3回
  - 1984-85 1994-95 2000-01
- サウジ・セカンドディヴィジョンリーグ : 1回
  - 1976-77
- プリンス・ファイサル・ビン・ファハド・カップ : 1回
  - 1993-94

### 国際タイトル
- なし

## 現所属メンバー
2023年11月13日現在
注：選手の国籍表記はFIFAの定めた代表資格ルールに基づく。
| No. | Pos. |                | 選手名                               |
| --- | ---- | -------------- | ------------------------------------ |
| 1   | GK   | ブラジル       | ヴィクトル・ブラガ                   |
| 3   | DF   | サウジアラビア | アブドゥルアズィーズ・マジュラシ     |
| 4   | DF   | サウジアラビア | アブドゥル・カリム・アル＝スライマン |
| 5   | DF   | チリ           | エンソ・ロコ                         |
| 6   | MF   | サウジアラビア | アブドゥルアズィーズ・アル＝フラビ   |
| 8   | DF   | サウジアラビア | タレク・アブドゥラー                 |
| 9   | FW   | クロアチア     | マルコ・ドゥガンジッチ               |
| 10  | MF   | オランダ       | ヴィルヒル・ミシジャン               |
| 11  | MF   | ルーマニア     | アンドレイ・コルデア                 |
| 12  | DF   | サウジアラビア | フセイン・カシム                     |
| 13  | MF   | サウジアラビア | サーレム・アル＝トイアウィ           |
| 15  | DF   | サウジアラビア | アブドゥルモーセン・ファラタ         |
| 17  | MF   | サウジアラビア | アブドゥルラフマン・アル＝ハルティ   |
| 18  | MF   | サウジアラビア | ムハンマド・アル＝クナイアン         |

| No. | Pos. |                | 選手名                                 |
| --- | ---- | -------------- | -------------------------------------- |
| 22  | GK   | サウジアラビア | バーデル・ナワーフ                     |
| 23  | DF   | サウジアラビア | ナワーフ・アル＝クマイリ               |
| 23  | DF   | サウジアラビア | ヤヒヤ・カアビー                       |
| 26  | MF   | サウジアラビア | ジャマル・バジャンドゥ                 |
| 27  | DF   | ドイツ         | ロベルト・バウアー                     |
| 30  | MF   | ギニアビサウ   | アルファ・セメド                       |
| 43  | MF   | ガーナ         | バーナード・メンサ                     |
| 44  | GK   | サウジアラビア | モアタス・アル＝バカウィ               |
| 45  | MF   | サウジアラビア | アブドゥルファッタ・アシリ             |
| 70  | MF   | サウジアラビア | ラカン・シャムラン・アル＝エネジ       |
| 88  | DF   | サウジアラビア | イブラヒム・アル＝ナクリ               |
| 90  | FW   | サウジアラビア | アディーブ・アル＝ハイザン             |
| 96  | MF   | サウジアラビア | サルマン・ムハンマド・アル＝モアシェル |
| 98  | MF   | サウジアラビア | ハッサン・アル＝オマリ                 |

監督
 ローレンティーウ・レゲカンプ

## 歴代監督
- エディ・ベン・モクター 2010-2012
- アイザック・ドル 2012-2013
- パウリーニョ・マクラーレン 2013
- バジール・アブデル・サマド2013-2014
- ハリル・アル＝マスリ 2014-2015
- ジャメル・ベルハディ 2015
- カルロス・ロベルト 2015-2016
- ハビブ・ベン・ロムダン 2016
- フアン・ロドリゲス 2016
- アムロ・アンワル 2016-2017
- マクラム・アブドゥラー 2017
- リビウ・チョボタリュ 2017-2018
- ジャメル・ベルカセム 2018-2019
- クラウディウ・ニクレスク 2019
- デヤン・アルソフ 2019-2020
- ハリル・アル＝マスリ 2020
- ビクトル・アルフォンソ 2020
- ドラガン・タラジッチ 2020
- モハメド・コウキ 2020-2021
- ゾラン・マノイロビッチ 2021
- ホセ・ルイス・シエラ 2021-2022
- ペパ 2022-2023
- ミレル・ラドイ 2023
- ホセ・ペドロ・バレト 2023
- クレシミール・レジッチ 2023
- ホセ・ペドロ・バレト 2023
- ローレンティーウ・レゲカンプ 2023-

## 歴代所属選手
- ナレッジ・ムソナ 2021-2023
- コリンズ・ファイ 2022-2023
- アルファ・セメド 2022-
- ロベルト・バウアー 2023-
- エンソ・ロコ 2023-
- ヴィルヒル・ミシジャン 2023-
- マルコ・ドゥガンジッチ 2023-